# ايدي باولس
ايدي باولس (بالهولندية: Eddy Pauwels)‏ مواليد 2 مايو 1935 في بلجيكا، هو دراج بلجيكي سابق في صنف سباق الدراجات على الطريق.

## سجل النتائج

### سباقات أو مراحل فاز بها
- طواف فرنسا

## روابط خارجية
- ايدي باولس على موقع أرشيف الدراجات (الإنجليزية)
- ايدي باولس على موقع إحصائيات الدراجات الإحترافية (الإنجليزية)
- ايدي باولس على موقع CycleBase (الإنجليزية)